# Upplands runinskrifter ATA7269/60C
Upplands runinskrifter ATA7269/60C är ett vikingatida runstensfragment av röd gävlesandsten som hittades vid Eds kyrka, Eds socken och Upplands-Väsby kommun. Fragmentet är 10 gånger 9 centimeter stort. 1959 påträffades U ATA7269/60C, och ett antal andra runstensfragment av röd sandsten, på olika ställen i kyrkogårdsmuren. Dessa fragment förvaras sedan 1960 i Upplands Väsbys hembygdsgård Runby.

## Inskriften
Translitterering av runraden:
...(l)i...
Normalisering till runsvenska:
...